# Hyperacmus ignotus
Hyperacmus ignotus là một loài tò vò trong họ Ichneumonidae.